# Елісео Ріверо
Елісео Ріверо (ісп. Eliseo Rivero, нар. 27 грудня 1957, Монтевідео) — уругвайський футболіст, що грав на позиції правого захисника, зокрема за національну збірну Уругваю.

## Клубна кар'єра
У дорослому футболі дебютував 1976 року виступами за команду «Данубіо», в якій провів дев'ять сезонів. 
Отримавши визнання як один з найнадійніших правих захисників уругвайського футболу, 1985 року був запошений до одного з найсильніших клубів країни,  «Пеньяроля», у складі якого взяв участь у двох наступних переможних для команди сезонів.
Протягом сезону 1986/87 грав в Аргентині за «Платенсе» (Вісенте-Лопес), після чого повернувся на батьківщину, де став гравцем  «Дефенсор Спортінга», з яким 1987 року здобув свій третій титул чемпіона Уругваю.
Завершив ігрову кар'єру у команді «Пеньяроль» у сезоні 1988 року.

## Виступи за збірні
1977 року залучався до складу молодіжної збірної Уругваю. На молодіжному рівні зіграв у 5 офіційних матчах.
1983 року дебютував в офіційних матчах у складі національної збірної Уругваю. Того ж року був учасником переможного для уругвайців  розіграшу Кубка Америки. За три роки брав участь у чемпіонаті світу 1986 року в Мексиці, де виходив на поле у програній аргентинцям грі 1/16 фіналу.
Загалом протягом чотирирічної кар'єри у національній команді провів у її формі 7 матчів.

## Титули і досягнення
- Чемпіон Уругваю (1):

«Пеньяроль»: 1985, 1986
«Дефенсор Спортінг»: 1987
- Чемпіон Південної Америки (U-20): 1975, 1977
- Володар Кубка Америки (1):

Уругвай: 1983